# Schlacht bei Kolombangara
Südliche Salomonen

1942

Tulagi –
Guadalcanal

1943

Operation I –
Operation Vengeance –
Operation SO und SE
Zentral-Salomonen

1943

New Georgia –
Kula-Golf –
Kolombangara –
Vella-Golf –
Dogeared –
Vella Lavella –
Operation SE
Nördliche Salomonen

1943–1945

Treasury-Inseln –
Choiseul –
Kaiserin-Augusta-Bucht –
Bougainville –
Green Islands
Die Schlacht bei Kolombangara war eine Seeschlacht zwischen der japanischen und Kräften der amerikanischen und neuseeländischen Marine während des Zweiten Weltkriegs. Sie fand in der Nacht vom 12. auf den 13. Juli 1943 vor Kolombangara in den Salomonen statt.

## Vorgeschichte
Die Japaner versuchten in der Nacht des 12. Juli 1943 Verstärkungstruppen nach Vila an der Südküste von Kolombangara zu bringen.
Der Konvoi, der unter dem Kommando von Konteradmiral Izaki Shunji stand, bestand aus dem Leichten Kreuzer Jintsū, den Zerstörern Mikazuki, Yukikaze, Kiyonami und Yūgure und den Transport-Zerstörern Satsuki, Minazuki, Yūnagi und Matsukaze.
Die amerikanischen Kräfte unter dem Kommando von Konteradmiral Walden Lee Ainsworth bestanden aus den Leichten Kreuzern Honolulu, St. Louis und Leander sowie den Zerstörern Nicholas, O’Bannon, Taylor, Jenkins, Radford, Ralph Talbot, Buchanan, Maury, Woodworth und Gwin. Sie fuhren in einer Linie mit fünf Zerstörern als Vorhut, gefolgt von den Kreuzern und fünf Zerstörern am Ende.

## Die Schlacht
Um 1 Uhr am 13. Juli hatten die alliierten Schiffe erstmals Radarkontakt etwa 30 Kilometer östlich der Nordspitze von Kolombangara. Ainsworth glaubte, er habe den Überraschungseffekt auf seiner Seite, aber die Japaner wussten schon zwei Stunden vorher Bescheid, da sie einen Empfänger einsetzten, mit dem sie die elektrischen Impulse des amerikanischen Radars empfangen konnten, noch bevor sie in dessen Reichweite kamen.
Die amerikanischen Zerstörer erhöhten ihre Geschwindigkeit, um die Japaner anzugreifen, während die Kreuzer drehten, um alle ihre Hauptgeschütze einsetzen zu können. Aber die Japaner hatten bereits Torpedos abgeschossen und fuhren, ausgenommen die Jintsū, davon. Diese griff die alliierten Schiffe an und wurde durch das konzentrierte Feuer der Amerikaner zusammengeschossen. Die Leander wurde von einem Torpedo getroffen und schwer beschädigt. Sie zog sich aus der Schlacht zurück, wobei sie von der Redford und der Jenkins begleitet wurde. Die Jintsū wurde noch von Torpedos getroffen, zerbrach in zwei Teile und sank um 01:45 Uhr mit fast der gesamten Mannschaft und Admiral Izaki.

Anstatt die Schlacht zu beenden und als Sieger zurückzukehren, versuchte Admiral Ainsworth die japanischen Zerstörer zu verfolgen. Um 01:56 Uhr hatte die Honolulu Radarkontakt zu einer Gruppe von Schiffen. Da sich Ainsworth nicht sicher war, wo sich die abkommandierten Zerstörer befanden, brauchte er einige Minuten, um deren Position festzustellen.

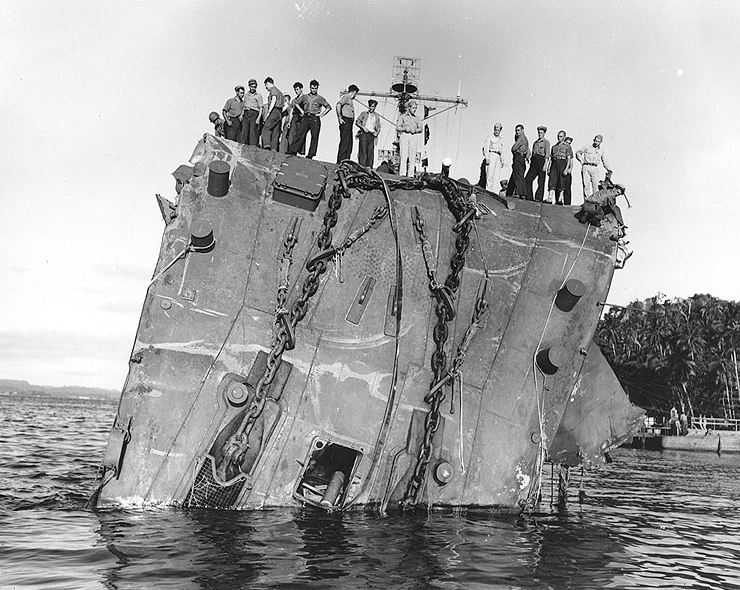
Das durch den Torpedotreffer abgeknickte Vorschiff der USS Honolulu

Zwischenzeitlich hatten aber die japanischen Zerstörer ihre Torpedos abgeschossen. Ainsworth gab den Befehl, zu drehen und das Feuer zu eröffnen. Bevor der Befehl ausgeführt werden konnte, wurde die St. Louis von einem Torpedo am Bug getroffen und die Honolulu ebenfalls. Die Gwin erhielt einen Treffer mittschiffs und wurde um 09:30 Uhr am nächsten Morgen versenkt. Die Ralph Talbot war das einzige amerikanische Schiff in diesem Teil der Schlacht, das aktiv in das Gefecht eingreifen konnte. Es reichte aber nur dazu, einige ungezielte Torpedos auf die fliehenden Japaner abzuschießen.

## Ergebnis

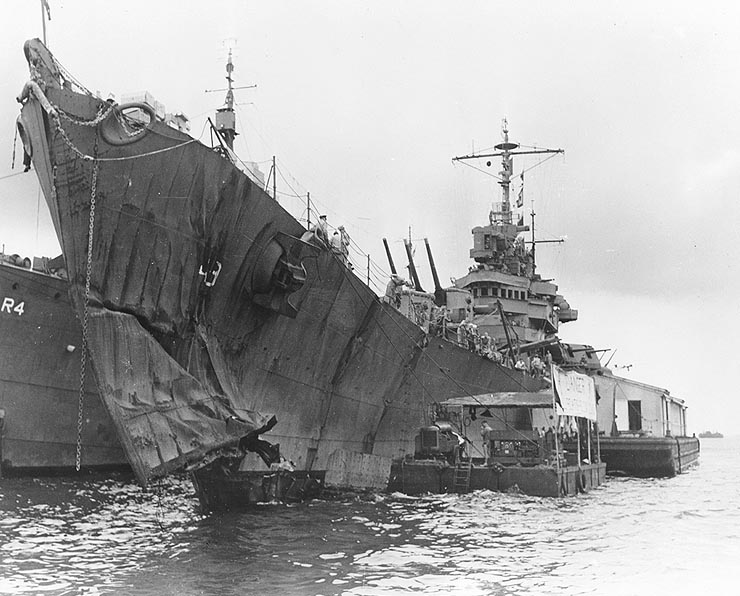
Der vom Torpedotreffer beschädigte Bug der USS St. Louis

Mit Ausnahme der Jintsū, die durch ihren Angriff das amerikanische Feuer auf sich zog, entkamen alle japanischen Schiffe, und die Transportzerstörer landeten wie geplant 1.200 Mann der japanischen Armee bei Vila. Die amerikanischen Kreuzer Honolulu und St. Louis waren für mehrere Monate außer Gefecht gesetzt. Die Reparatur der Leander dauerte ein Jahr; sie wurde nicht mehr eingesetzt.